# 鄔大昕
鄔大昕，字東啟，河源縣人（今廣東河源市）。北宋政和三年進士。

## 生平
任廣州僉判時，開鑿運河鹿步滘，「東起東洲，西接黄木灣，延袤十餘里」，「以鹿可跳過爲度」得名。

## 墓葬
鄔大昕家族墓在今廣州市番禺區南村鎮南村村七星崗，爲第一批番禺區登記保護文物單位。